# اللغات التركية المشتركة
اللغات التركية المشتركة (بالتركية: Şaz Türkçesi)‏ تشمل جميع اللغات التركية ما عدا اللغات الأوغورية. يتضمن اقتراح الباحث لارس جونسون التقسيم وفق المجموعات الأتية:
- اللغة التركية الجنوبية الغربية المشتركة (لغات أوغوز)
- اللغة التركية الشمالية الغربية المشتركة (لغات قبتشاج)
- اللغة التركية الجنوبية الشرقية المشتركة (لغات القارلوق)
- اللغة التركية الشمالية الشرقية المشتركة (لغات تركية سيبيريا)

نظام التصنيف هذا يتعارض مع اللغات الأوغورية، أما في مخططات التصنيف الأخرى (مثل مخططات ألكسندر سامولوفيتش ونيكولاي باسكاكو)، فهي مختلفة.